# Capitella capitata
Espèce
Capitella capitata est une espèce de vers annélides polychètes marins vivant dans les fonds sableux et les vasières.

## Systématique
L'espèce Capitella capitata a été décrite pour la première fois en 1780 par Johan Christian Fabricius (1745–1808) sous le protonyme Lumbricus capitatus.

## Description
Ver rouge sang, à l'aspect d'un ver de terre, long de 3 à 10 cm. Seuls les neuf premiers segments portent des soies. La tête est conique, dépourvue d'appendice.

## Répartition et habitat
Cet annélide vit dans des vases noires et d'autres sables envasés notamment des côtes françaises de l'Atlantique et de la  Méditerranée.